# وولوشکا
وولوشکا (به لاتین: Voloshka) یک منطقهٔ مسکونی در روسیه است که در استان آرخانگلسک واقع شده‌است.